# Itinéraire complémentaire 35 (Portugal)
L'IC35 est une voie rapide sans profil autoroutier de 4 km et correspondant au nouveau pont Hintze Ribeiro (ainsi que ses accès) qui permet de relier Entre-os-Rios et Castelo de Paiva. Ce pont fut construit en substitution de l'ancien pont qui avait été signalé comme dangereux et dont l'un de ses piliers aurait cédé sous la pression de l'eau en mars 2011, faisant au moins 53 morts.
Il est prévu de prolonger la voie rapide au nord jusqu'à Penafiel et l' , ainsi qu'au sud jusqu'à Mansores et la  N 327 , permettant ainsi une connexion rapide avec Arouca et Santa Maria da Feira.
La longueur finale de l'IC35 sera alors de 37 km.
Voir le tracé de l'IC35 sur GoogleMaps

## État des tronçons
| Tronçon                               | État (2011)                                                                          | km |
| ------------------------------------- | ------------------------------------------------------------------------------------ | -- |
| Penafiel () – Entre-os-Rios           | Adjudication du projet repoussée pour cause de crise économique (Concession : Vouga) | 16 |
| Ponte de Entre-os-Rios e acessos      | Em service (02/2004)                                                                 | 4  |
| Castelo de Paiva - Mansores ( N 327 ) | Adjudication du projet repoussée pour cause de crise économique (Concession : Vouga) | 17 |

## Capacité
| Section                                                     | Capacité | Longueur |
| ----------------------------------------------------------- | -------- | -------- |
| Penafiel () – Entre-os-Rios ( N 106 ) (En projet)           |          | 16 km    |
| Entre-os-Rios ( N 106 ) – Castelo de Paiva ( N 222 )        |          | 4 km     |
| Castelo de Paiva ( N 222 ) – Mansores ( N 327 ) (En projet) |          | 17 km    |

## Itinéraire
| Sorties    | Villes                                   |
| ---------- | ---------------------------------------- |
|            | Penafiel N 106 Alpendurada e Matos N 108 |
| Sortie     | Sebolido N 108                           |
| Sortie     | São Martinho da Sardoura N 224           |
| Croisement | Agra                                     |
|            | Castelo de Paiva N 222                   |